# Осликане стене Кондоа
Осликане стене Кондоа су серија древних слика на зидовима окапина у централној Танзанији. Регион Кондоа је 2006. године проглашен светском баштином УНЕСКО-а због своје импресивне колекције уметности на камену.  Одељење за антиквитете Танзаније је 1937. године прогласило ове локације националним споменицима.  Слике се налазе отприлике девет километара источно од главног аутопута (Т5) од Додоме до Бабатија, око 20 км северно од града Кондоа, у округу Кондоа, у региону Додома. Границе локације су обележене бетонским стубовима.  Ова локација је регистрована Национална историјска локација Танзаније. 
Пејзаж овог подручја карактеришу велике нагомилане гранитне громаде које чине западни обод Масаји степе и формирају заклоне од стена окренуте даље од преовлађујућих ветрова.  Ова склоништа од стена често имају равне површине због рифта, а ове површине су места на којима се налазе слике, заштићене од временских утицаја.
Ове слике су још увек део живе традиције стварања и употребе како код Сандаве народа у својим симбо церемонијама лечења, тако и народа Масаји у ритуалним гозбама.    Трајни значај и употреба склоништа у стенама и њихове уметности сугерише да је постојао културни континуитет између различитих етничких и језичких група људи који су током времена боравили на том подручју. 
Око 1970. године, људи Сандаве су још увек правили слике на стенама. Тен Раа се распитивао о њиховим разлозима за то. Он је ове разлоге класификовао као магичне (приказ животиње коју је сликар намеравао да убије), случајне, и жртвене (на одређеним брдима духова клана приказујући церемоније призивања кише и лечења). 
Слике приказују издужене људе, животиње и сцене лова. Старије слике су углавном црвене и повезане са ловцима-сакупљачима, не само у Кондои, већ и широм региона Сингида, Мара, Аруша и Манијара у Танзанији. Ове слике "натуралистичке традиције" су често прекривене новијим "касног белим" стилом, који често приказује говеда, који се приписује сточарима Бантуа насталим каснијим ширењем Бантуа на ову област. "Беле и црвене" слике су приписане кушитским и нилотским сточарима.   Осим слика чије је стварање забележено у новије време, нема директних доказа о датирању. Бвасири и Смит истичу да су церемоније "прављења" кише код Сандавеа пореклом од Бантуа, које потичу из дуге историје културног контакта са Банту и другим народима, и предлажу опрез у коришћењу недавних етнографских доказа за тумачење историје уметности. 
Склониште у стенама Кисесе II, у области Кондоа, има уметност "натуралистичке традиције" на зидовима, и доказе о запоседању на подовима од пре више од 40.000 година.
„Афричка камена уметност је заједничко наслеђе свих Африканаца, али је више од тога. То је заједничко наслеђе човечанства“. - Јужноафрички председник Нелсон Мандела. 

## Локације
Постоји много појединачних локалитета унутар граница УНЕСКО-ве Светске баштине. Процене за број осликаних склоништа у стенама у региону крећу се између 150 и 450. 

### Склониште у стенама Кисесе II
Склониште Кисесе II део је УНЕСКО-ве Светске баштине које се налази у региону Кондоа у Танзанији. Локалитет садржи прелазне склопове из средњег у касније камено доба.  У склоништу су сачуване различите слике, перле, грнчарија и други артефакти. Значајно је због увида у главне друштвене транзиције које су се дешавале током касног плеистоцена и холоцена.  Локалитет је такође коришћен за сахрањивање седам холоценских појединаца. Нема много добро датираних локалитета који обухватају овај прелазни период, тако да су ископавања Кисесе II била веома информативна. За  датирање локалитета коришћен је значајан број перли од љуске јаја нојева. 
Склониште Кисесе II почели су да ископавају Мери и Луис Лики 1935. године, а Рејмонд Инскип је проширио ров за ископавање 1956. године  Инскип је открио велику колекцију перли од љуски нојевих јаја које су омогућиле касније датирање локације помоћу радиоактивног угљеника, поред скоро 6.000 литичких артефаката in situ.  Стратиграфску природу депозита су такође проучавали и Инскип и Ликијеви у покушају да датирају локацију.
Литички артефакти у Кисесе II крећу се од љускица до језгара, углавном направљених од локалног камена на бази кварца, и углавном направљених коришћењем Лавалуазијенске методе или ЛСА микролитске методе.   Трион и сарадници су предложили да је прелазни период могао бити најмање пет до десет хиљада година. 

### Мунгоми ва Коло
Мунгоми ва Коло је локални назив за локацију познату као Коло 1.  Уметност у овом склоништу углавном је састављена од финих цртежа са црвеним окером који приказују различите људе и животиње.

## Слике

### Нешова открића
Године 1929. Т.А.М. Неш је објавио преглед неких слика од црвеног окера које је открио у близини Кондоа-Ирангија.  Неш је препознао гранитне заклоне као идеално место за уметност на стенама и стога је претражио брдо у потрази за цртежима. Једна од слика приказује људску фигуру која држи штап и слона. Неш је прокоментарисао мирољубиво држање човека, сумњајући да је цртеж намењен да прикаже сцену лова. Друге слике приказују жирафе, могући фрагмент носорога, хуманоидну фигуру састављену од концентричних кругова у глави и непрекидних линија од врха главе до остатка тела, и неке друге фигуре чији су намеравани прикази били нејасни. 

## Етика у археологији
Због духовног значаја који многа од ових стенских склоништа имају за савремене становнике овог подручја,  ископавању ових локалитета мора се посветити велика пажња. Према Унесковој документацији светске баштине бр. 13, локални агро-пасторални Иранги још увек користе нека од ових места у сврхе ритуалног лечења.  За неке од ових ритуалних пракси се каже да угрожавају интегритет слика, као што је пракса бацања растопљене животињске масти.  Танзанијска влада тек треба да призна локалне системе веровања, тако да постоје неслагања у погледу управљања и очувања локалитета. 